# Synodontis velifer
Synodontis velifer és una espècie de peix de la família dels mochòkids i de l'ordre dels siluriformes.

## Morfologia
Els mascles poden assolir els 23,8 cm de llargària total.

## Distribució geogràfica
Es troba a Àfrica: Costa d'Ivori i Ghana.